# الفلج (شناص)
الفلج منطقة سكنية تقع في ولاية شناص، التابعة لمحافظة شمال الباطنة في سلطنة عمان. يقدر عدد سكانها بـ 4 نسمة حسب إحصاء عام 2010 التابع للمركز الوطني للإحصاء والمعلومات الحكومي. رمز المنطقة هو 60230213.

## الوصلات الخارجية
- المركز الوطني للإحصاء والمعلومات، سلطنة عمان